# Le Choix d’une fiancée

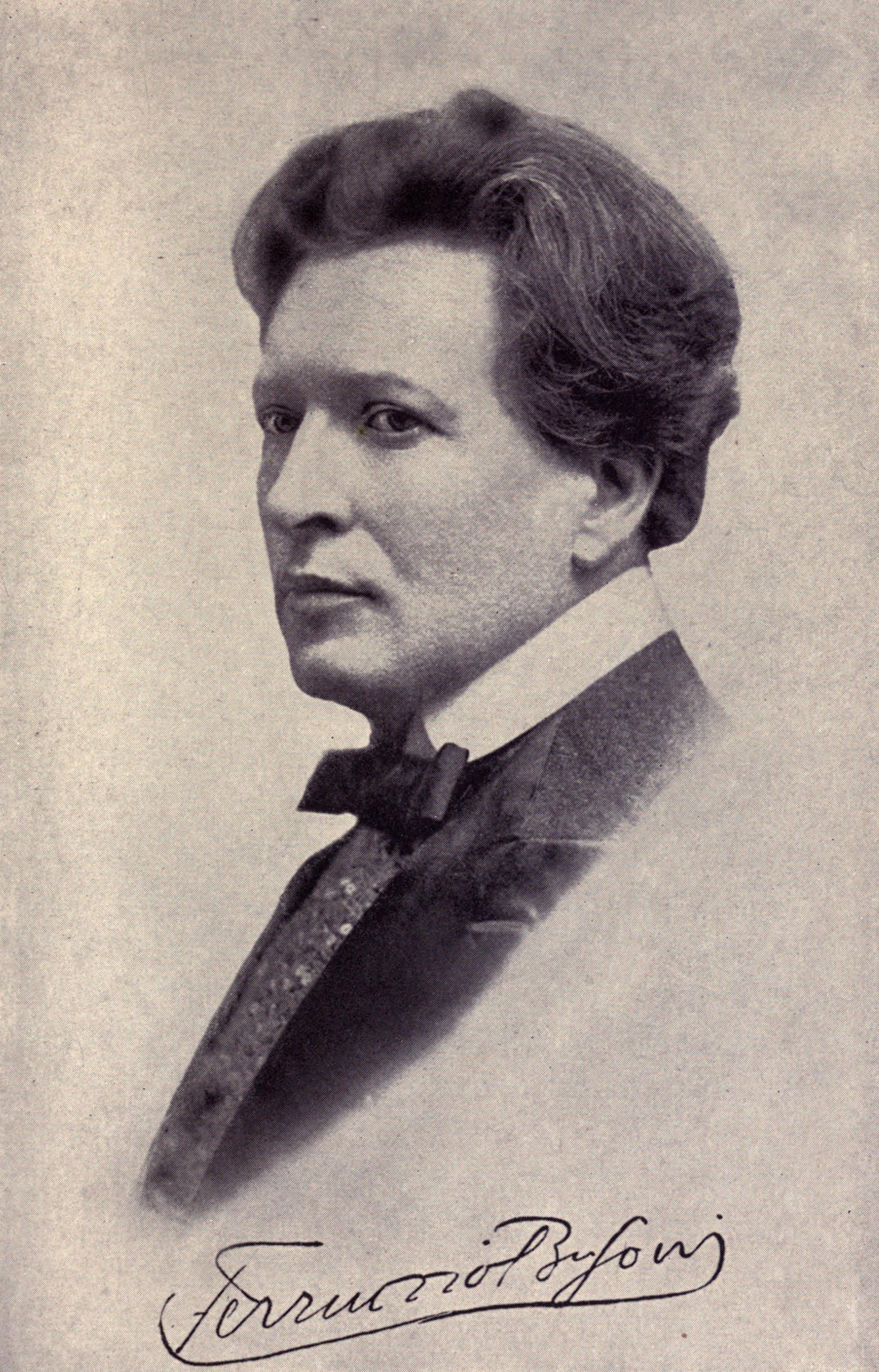
Ferrucio Busoni.

Le Choix d’une fiancée (Die Brautwahl) est un opéra « comique-fantastique » en trois actes et un épilogue de Ferruccio Busoni. Le livret en allemand, lui aussi de Busoni, est basé sur une nouvelle de E.T.A. Hoffmann. Busoni commence à travailler en 1905 sur ce qui est son premier opéra complet.
Le Choix d’une fiancée est donné pour la première fois au Stadttheater de Hambourg le 12 avril 1912. L’œuvre ne rencontre pas de succès auprès du public, mais son échec ne décourage pas l'ambition du compositeur d'écrire pour la scène lyrique.

## Rôles
| Rôle              | Type de voix | Distribution à la création, 12 avril 1912 Direction : Gustav Brecher |
| ----------------- | ------------ | -------------------------------------------------------------------- |
| Albertine         | soprano      | Elisabeth Schumann                                                   |
| Edmund Lehsen     | ténor        | Otto Marak                                                           |
| Dionysius Thusman | ténor        | Willi Birrenkoven                                                    |
| Bensch            | ténor        | Eduard Lichtenstein                                                  |
| Voswindel         | baryton      | Hermann Wiedemann                                                    |
| Leonhard          | baryton      | Robert von Scheldt                                                   |
| Manasse           | basse        | Max Lohfing                                                          |
| Serviteur         | ténor        | Fritz Windgassen                                                     |

## Argument
Edmund est un artiste amoureux d'Albertine, mais il a contre lui beaucoup de rivaux. Il s'agit notamment de Manasse le fantôme, de son fils le baron Bensch et de Thusman le fonctionnaire. Le « choix de la mariée » du titre est finalement décidé par une épreuve impliquant trois coffrets, épreuve que gagne Edmund.

## Enregistrement
- Die Brautwahl Siegfried Vogel, Carola Höhn, Graham Clark, Vinson Cole, Berlin Deutsche Oper Chorus, Berlin Staatskapelle, dirigé par Daniel Barenboim (Teldec, 1999)

## Sources
- (it) Amadeus Online
- Amanda Holden (Ed.), The New Penguin Opera Guide, New York: Penguin Putnam, 2001.  (ISBN 0-140-29312-4)